# ديبك (خوي)
ديبك هي قرية في مقاطعة خوي، إيران. عدد سكان هذه القرية هو 124 في سنة 2006.